# St. Michael (Minnesota)
St. Michael è una città degli Stati Uniti d'America, situata in Minnesota, nella Contea di Wright.